# Elsterbusch
Elsterbusch, bis 1935 nur (zum) Busch genannt, ist ein aus einer Hofschaft hervorgegangener Wohnplatz im Stadtbezirk Burg/Höhscheid der bergischen Großstadt Solingen.

## Lage und Beschreibung
Der Ort befindet sich auf einem Höhenzug südlich der Platzhofstraße zwischen dem Weinsberger Bach im Westen und dem Breidbacher Bach im Osten. Der ursprüngliche Kern der Hofschaft ist mit einigen verschieferten Fachwerkhäusern entlang der kleinen Straße Elsterbusch noch erkennbar, auch wenn der Ort heute teilweise in den umliegenden nachkriegszeitlichen Siedlungen am Elsterbuscher Weg und am Pirolweg aufgegangen ist. Benachbarte Orte sind bzw. waren (von Nord nach West): Königsmühle, Erf, Unnersberg, Schlicken, Eichholz, Vockert, Pereskotten, Weinsberg, Kirschheide und Lindenhof.

## Etymologie
Die Ortsbezeichnung Busch deutet auf ein bewaldetes Gebiet hin. Da es nach der Städtevereinigung in Solingen mehrere so benannte Orte gab, darunter Busch in Gräfrath, wurde im Jahre 1935 zur Vermeidung von Verwechslungen der Vogelname Elster- als Bestimmungswort hinzugefügt. In Anlehnung an diese Benennung erhielten nach dem Zweiten Weltkrieg zahlreiche neu angelegte Straßen im Umfeld des Ortes die Namen von weiteren Vögeln wie Zeisig, Pirol oder Nachtigall.

## Geschichte
Busch ist in dem Kartenwerk Topographia Ducatus Montani von Erich Philipp Ploennies, Blatt Amt Solingen, aus dem Jahre 1715 als z buſsch verzeichnet und wurde um 1750 urkundlich erwähnt. Der Ort wurde in den Registern der Honschaft Balkhausen innerhalb des Amtes Solingen geführt. Die Topographische Aufnahme der Rheinlande von 1824 verzeichnet den Ort als zum Busch und die Preußische Uraufnahme von 1844 ebenfalls als zum Busch. In der Topographischen Karte des Regierungsbezirks Düsseldorf von 1871 ist der Ort als Busch verzeichnet.
Nach Gründung der Mairien und späteren Bürgermeistereien Anfang des 19. Jahrhunderts gehörte der Ort zur Bürgermeisterei Dorp, die 1856 das Stadtrecht erhielt, und dort in der Flur VII. Schlicken. 1815/16 lebten 101, im Jahr 1830 57 Menschen im als Dorf bezeichneten zum Busche. Der nach der Statistik und Topographie des Regierungsbezirks Düsseldorf als Hofstadt kategorisierte Ort besaß 1832 18 Wohnhäuser, drei Fabrikationsstätten bzw. Mühlen und 16 landwirtschaftliche Gebäude. Zu dieser Zeit lebten 103 Einwohner im Ort, davon 24 katholischen und 79 evangelischen Bekenntnisses. Die Gemeinde- und Gutbezirksstatistik der Rheinprovinz führt den Ort 1871 mit 21 Wohnhäusern und 146 Einwohnern auf. Im Gemeindelexikon für die Provinz Rheinland von 1888 werden 27 Wohnhäuser mit 153 Einwohnern angegeben.
Die Bürgermeisterei beziehungsweise Stadt Dorp wurde nach Beschluss der Dorper Stadtverordneten zum 1. Januar 1889 mit der Stadt Solingen vereinigt. Damit wurde Busch ein Ortsteil Solingens. 1895 besitzt der Ortsteil 27 Wohnhäuser mit 153 Einwohnern und gehörte kirchlich zum katholischen Kirchspiel Solingen-Weeg, 1905 werden 27 Wohnhäuser und 165 Einwohner angegeben.
Bis nach dem Zweiten Weltkrieg blieb dem inzwischen als Elsterbusch bezeichneten Ort seine solitäre Lage in der dünn besiedelten Landschaft erhalten. Erst zu Beginn der 1960er Jahre wurde durch die Anlage von Sperlings- und Zeisigweg eine neue Wohnsiedlung unmittelbar südlich des Ortes erschlossen. Weitere neue Straßen folgten im Westen und im Südosten. Der ursprüngliche Hofschaftscharakter ging durch die bauliche Verdichtung weitgehend verloren. Heute sind nur noch einzelne verschieferte Fachwerkhäuser im ursprünglichen Hofschaftskern entlang der Straße Elsterbusch erhalten. Der alte Name des Ortes lebt darüber hinaus in dem Straßennamen Buscher Weg fort, der sich in einem Wohngebiet nördlich der Platzhofstraße wiederfindet.